# Верхняя Индрагири
Верхняя Индрагири (индон. Indragiri Hulu) — округ в провинции Риау. Административный центр — город Ренгат.

## Административное деление
Округ делится на следующие районы:
- Батанг-Ченаку
- Батанг-Гансал
- Батанг-Перанап
- Келаянг
- Куала-Ченаку
- Лирик
- Лубук-Бату-Джая
- Пасир-Пенью
- Перанап
- Ракит-Кулим
- Ренгат
- Ренгат-Барат
- Себерида
- Сунгай-Лала